# 547398 Turanpal
547398 Turanpal este o planetă minoră (asteroid) din centura de asteroizi. A fost descoperită pe 3 septembrie 2010 la Piszkéstetői Obszervatórium⁠(d) de  și a fost numită după Turán Pál⁠(d). 
Obiectul prezintă o orbită caracterizată de o semiaxă mare de 2,7181185605077 UAi, o excentricitate de 0,20055456629565, o înclinație de 12,112277744505 ° în raport cu ecliptica.